# Колесов, Алексей Михайлович
Алексе́й Миха́йлович Ко́лесов (8 [20] марта 1834, Ковров, Владимирская губерния — 25 января [7 февраля] 1902, Москва) — русский живописец, ученик Сергея Зарянко, представитель московского академизма пореформенной эпохи; портретист и жанрист, также работал как иконописец. Выпускник Московского училища живописи, ваяния и зодчества. Член Московского общества любителей художеств. Заведующий Училищем иконописания и ремёсел Московского Епархиального ведомства.

## Биография
Алексей Михайлович Колесов родился 8 (20) марта 1834 года в Коврове Владимирской губернии, в купеческой семье. Учился в Ковровском уездном училище и больше всего любил рисование, в котором достаточно быстро добился больших успехов. В 17 лет против воли родителей, пешком и безо всяких средств он отправился учиться живописи в Москву, где в 1852 году был принят в Художественные классы (впоследствии — Училище живописи и ваяния). В процессе учёбы работы Колесова неоднократно представлялись на выставки и лотереи. В 1856 году Императорской Академией художеств ему было присвоено звание свободного художника.
В 1863 года Алексей Колесов женился на Екатерине Мягковой, дочери живописца и иконописца Тимофея Егоровича Мягкова. Колесов и Мягков выполнили некоторые совместные работы, такие, как роспись стен в храме Троицы Живоначальной в Троицкой слободе у Троицкого подворья в Москве.
В 1876 году за представленные на академической выставки портреты и этюды (в том числе портреты ректора Московского университета историка Сергея Соловьева, писателей Никиты Гилярова-Платонова и Николая Чаева) Колесов получил от Академии художеств звание классного художника третьей степени. В те годы он близко сошёлся с А. К. Саврасовым, который какое-то время даже жил у Колесова в доме на Выползовом переулке в Москве.
В 1880-х годах Алексей Михайлович занялся иконной живописью и работал преподавателем в Училище иконописания и ремесел Московского епархиального ведомства, располагавшемся на Большой Ордынке. Алексей Михайлович Колесов скончался в Москве 25 января (7 февраля) 1902 года и был похоронен на Лазаревском кладбище.

## Творчество
Сохранившиеся работы
- Крестьянка, подающая солдату пить. 1859. Холст, масло. 91 × 64 см. Третьяковская галерея, Москва[4];
- Портрет С. К. Зарянко. Около 1870–1874. Холст, масло. 69,6 × 56,5 см (овал в прямоугольнике). Третьяковская галерея, Москва[5];
  - Портрет С. К. Зарянко (вариант). Холст, масло. 44 × 36 см. Русский музей, Санкт-Петербург[6];
- Портрет С. Н. Аммосова. 1874. Холст, масло. 76,4 × 59,9 см (овал). Третьяковская галерея, Москва[7][8];
- Мальчик с тамбурином (портрет сына Володи). Около 1871. Принадлежала потомкам А. М. Колесова, передана в дар в Третьяковскую галерею в 2007 году;
- Голова Иоанна Крестителя на блюде. Принадлежала потомкам А. М. Колесова, передана в дар в Третьяковскую галерею в 2007 году;
- Портрет А. К. Саврасова. Национальный музей искусств Азербайджана, Баку;
- Упряжка. 1880. Продан с аукциона Van ham Kunstauktionen в 2006 г., в настоящее время[когда?] выставлен на продажу антикварным салоном в Москве;
- Портрет Н. П. Гилярова-Платонова. 1875. Художественный музей, Симферополь;
- Портрет И. М. Машкова. 1886. Находится в собственности потомков И. М. Машкова;
- Портрет графа В. П. Орлова-Давыдова. 1864. Государственный исторический музей, Москва;
- Портрет сына Павлика. Начало 1870-х. Находится в собственности потомков П. А. Колесова;
- Портрет мальчика. 1850-е. Холст, масло. 58 × 45,3 см. Вятский художественный музей им. В. М. и А. М. Васнецовых, Киров;
- Портрет старика. 1856. Частная коллекция;
- Портрет девушки. 1885. Холст, масло. 124 × 91,5 см. Национальный музей, Варшава;
- Портрет И. И. Шишкина. 1897. Холст, масло. 103 × 78 см. Коми-Пермяцкий окружной краеведческий музей им. П. И. Субботина-Пермяка, Кудымкар;
- Портрет актрисы Н. М. Медведевой. 1875. Холст, масло. 150 × 122 см. Театральный музей им. А. А. Бахрушина, Москва;
- Портрет Т. Е. Мягкова. 1875. Государственный исторический музей, Москва;
- Портрет купца 1-й гильдии П. В. Сергеева. Около 1873. Областная картинная галерея им. К. А. Савицкого, Пермь;
- Портрет девушки. До 1855. Частная коллекция.

Работы, местонахождение которых неизвестно
- Портрет историка С. М. Соловьева;
- Портрет писателя С. А. Юрьева;
- Портрет писателя Н. А. Чаева;
- Кормилица, гадающая в карты. 1856;
- Девочка с разбитой вазой. 1857;
- Неаполитанец.

## Галерея работ
- Колесов А.М. Портрет художника Сергея Константиновича Зарянко.
- Колесов А.М. Крестьянка, подающая солдату пить, 1859.
- Колесов А.М. Цыган
- Колесов А.М. Портрет девушки, 1885
- Колесов А.М. Упряжка, 1880
- Колесов А.М. Портрет Н.П. Гилярова-Платонова
- Колесов А.М. Портрет мальчика. 1850-е.
- Колесов А.М. Портрет девушки 1854
- Колесов А.М. Портрет художника Т.Е. Мягкова
- Колесов А.М. Портрет художника С.Н. Аммосова (ГТГ инв. 28261)
- Колесов А.М. Портрет художника И.И. Шишкина
- Колесов А.М. Портрет художника А.К. Саврасова
- Колесов А.М. Портрет купца П.В. Сергеева
- Колесов А.М. Портрет графа В.П. Орлова-Давыдова. 1860-е, (Государственный исторический музей)
- Колесов А.М. Портрет архитектора И.П. Машкова 1886 (находится у потомков Машкова)
- Колесов А.М. Портрет актрисы Медведевой (находится в театральном музее им. Бахрушина)
- Колесов А.М. Мальчик с барабаном (портрет сына Владимира)
- Колесов А.М. Голова Иоанна Крестителя
- Колесов А.М. Автопортрет. Акварель (семейный архив Сотниковых - потомков П.А. Колесова)